# Josip Primožič
Josip « Jože » Primožič (né le 7 février 1900 à Laibach, mort le 18 août 1985 à Maribor) est un gymnaste yougoslave.
Il remporte aux Jeux olympiques de 1928 la médaille d'argent en barres parallèles et la médaille de bronze au concours général par équipes.